# Sopa de tortilla
Sopa de tortilla – zupa charakterystyczna dla tradycyjnej kuchni meksykańskiej, o nieznanym regionie pochodzenia, choć najbardziej popularna w centrum i stolicy kraju, jak również w Stanach Zjednoczonych (głównie Kalifornia).

## Historia i charakterystyka
Zupa wymieniana była w książce kucharskiej "El Cocinero Espanol” autorstwa Encarnacion Pinedo z 1898, a także w „Elena's Famous Mexican and Spanish Recipes”, opublikowanej w San Francisco w 1944. Składa się ze smażonych kawałków tortilli kukurydzianej zanurzonych w kurzym bulionie z pomidorami, czosnkiem, cebulą, chile de árbol i epazote (komosą piżmową). Na terenie Kalifornii jest często przygotowywana na bazie pomidorów zagęszczonych mielonymi tortillami, a istnieją też inne odmiany, takie jak zupa fasolowa wzbogacona chrupiącymi paskami smażonych tortilli.
Tortille do zupy są suszone, następnie mielone w blenderze na okruchy i mieszane z serem cotija, mlekiem i jajkiem. Uformowane w małe kulki i smażone, są krótko gotowane na wolnym ogniu w bulionie, w którym są serwowane.

## Galeria

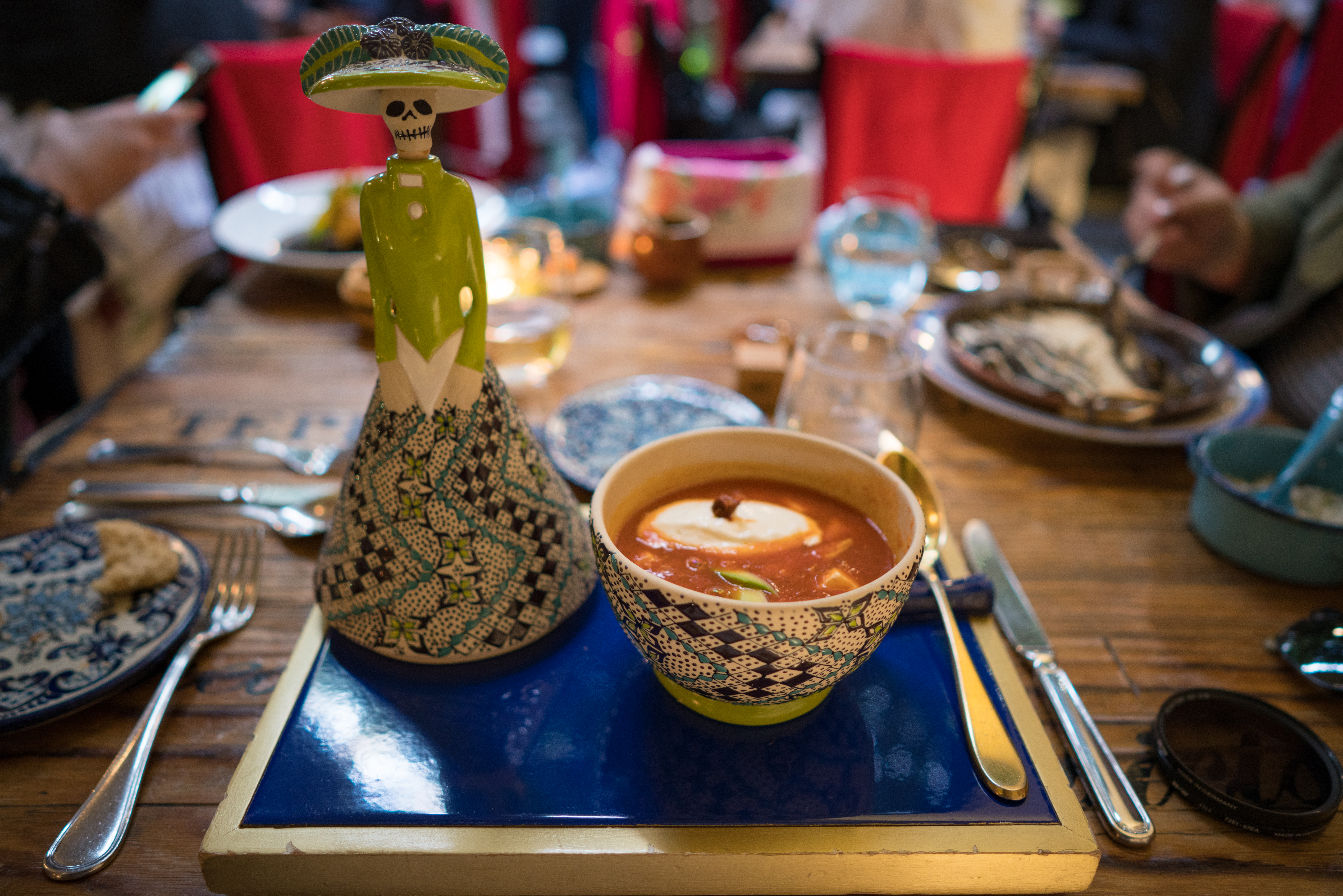
Zupa w mieście Meksyk
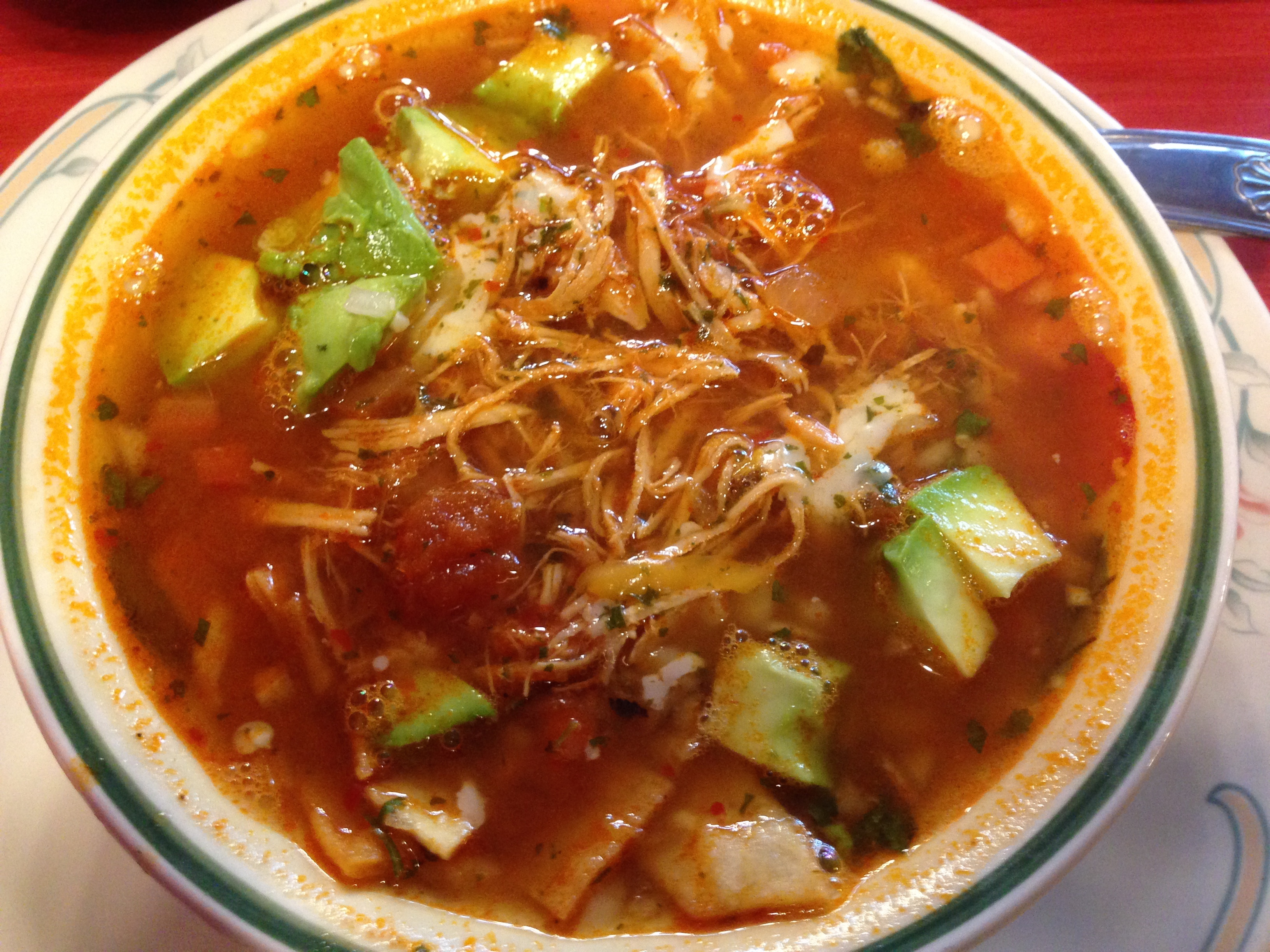
Talerz zupy w Seattle (USA)